# Eugenio Scarpellini
Eugenio Scarpellini (Verdellino, Italia, 8 de enero de 1954-El Alto, Bolivia, 15 de julio de 2020) fue un obispo católico boliviano que sirvió en la Diócesis de El Alto en Bolivia inicialmente como obispo auxiliar y posteriormente como obispo titular del 25 de julio de 2013 hasta su fallecimiento en 2020.

## Biografía
Estudió Filosofía y Teología en el seminario Juan XXXIII en la ciudad de Bérgamo (Italia). Se ordenó sacerdote en 1978, tras lo cual se formó como misionero en el Centro Unitario de Verona.
Fue destinado a la parroquia de Nuestra Señora de Copacabana (Bolivia) en 1988 como sacerdote fidei donum, y más tarde a la parroquia El Salvador en la zona del Tejar de la ciudad de La Paz. En 2004 fue nombrado director de las Obras Misioneras Pontificias de Bolivia y dos años después fue nombrado secretario de  la Conferencia Episcopal Boliviana.
En 2010 Benedicto XVI lo nombró obispo auxiliar de la diócesis El Alto (Bolivia). Tres después, en 2013 Francisco I lo nombró obispo de la diócesis de El Ato.
En 2015 preparó la llegada de Papa Francisco a Bolivia y lo acogió en el aeropuerto internaciona de El Alto.
En 2019 fue el mediador de la crisis que ocasionó la dimisión de Evo Morales como presidente de Bolivia, facilitando la llegada a la presidencia de Jeanine Áñez.
No obstante la edad, se prodigó en ayudar a las familias más necesitadas y vulnerables a causa de la pandemia, distribuyendo canastas con víveres.
Fue ingresado en el Hospital Sagrado Corazón de El Alto (Bolivia) a causa de la COVID-19 en julio de 2020, donde falleció unos días después, el 15 de julio a causa de dicha enfermedad.